# Anna Span
Anna Arrowsmith (nascida Anna Imogen Thompson, em 15 de janeiro de 1972), que trabalha sob o pseudônimo de Anna Span, é uma ex-diretora e produtora inglesa de filmes pornográficos. Ela faz frequentes aparições públicas, falando sobre sexo, pornografia e feminismo.

## Infância e educação
Anna Span nasceu e foi criada na cidade de Kent, na Inglaterra, Reino Unido, filha do diretor financeiro Clive Thompson. Ela é graduada em cinema pela Central Saint Martins College of Art and Design. Seus filmes são voltados para mulheres, e têm como base suas ideias delineadas pela primeira vez em sua dissertação "Rumo a uma nova pornografia", de 1997. Mais tarde, ela se obteve um mestrado em Filosofia pela Birkbeck College, Universidade de Londres, e um doutorado em estudos de gênero na Universidade de Sussex, intitulado "Repensando a misoginia: como os homens experimentam as mulheres para ter poder nos relacionamentos de namoro".

## Carreira
Ela teve seu primeiro filme exibido em 1999 no canal pornô britânico Television X e até hoje fez mais de 250 cenas.
Seus filmes se concentram em mulheres fazendo sexo com mulheres ou homens, às vezes ambos. Outros temas incluem brinquedos sexuais, objetos do cotidiano (como uma barra de chocolate ou uma laranja) sendo usados como brinquedos sexuais, sexo a três, sexo em grupo e gang bangs. Interpretação de papéis e fantasia também são comuns. Às vezes, um personagem de um de seus filmes aparece em outro. Há uma grande ênfase na realidade tanto no roteiro quanto nas atuações dos atores. Em seus filmes, ela inclui uma porcentagem muito acima da média de planos que olham para os homens, que ela denominou tomadas de 'ponto de vista feminino'.[carece de fontes?]

Depois de um documentário mais curto exibido no Canal 4 no início de sua carreira, em setembro de 2007, ela foi o foco de um documentário de TV intitulado Sex Films For Girls, feito por Five, que capturou suas opiniões sobre pornografia e sua abordagem cinematográfica e apresentou no set de filmagem durante a realização de um filme. Seu pai também apareceu no documentário, expressando uma visão negativa da pornografia, mas uma visão muito favorável de sua filha.[carece de fontes?]

Anna deu palestras sobre pornografia e feminismo em vários países, por exemplo em universidades ou festivais de cinema e debateu sobre pornografia com Germaine Greer e Gail Dines. Em 2011, Anna foi convidada para debater em parceria com Jessi Fischer e Johnny Anglais, contra Gail Dines, Richard Woolfson e Shelley Lubben, na Universidade de Cambridge, no Reino Unido. A proposição que ela defendia era que 'Esta casa acredita que a pornografia presta um bom serviço público'. Anna venceu a proposta com 231 votos a favor, 187 contra e 197 abstenções. Dines disse que seus oponentes venceram porque a câmara consistia principalmente de 'homens de 18 a 22 anos que usavam pornografia regularmente'.

Anna administrou uma campanha chamada WeConsent.org em nome das pessoas que trabalham nas várias indústrias do sexo contra os vários pânicos morais direcionados a elas e suas indústrias.[carece de fontes?]
Ela tem sido colunista regular do jornal Daily Sport, do jornal The Guardian, e da revista feminina britânica Scarlet. Ela tem sido membro ativo do Feminists Against Censorship desde o final dos anos 1990.
Anna também apareceu em vários programas de TV e na imprensa, como Newsnight, The Today Program, PM, e Hora da Mulher, defendendo a indústria pornográfica. Anna foi presidente da Adult Industry Trade Association entre 2008 e 2010.[carece de fontes?]

### Eleições gerais de 2010 no Reino Unido
Anna foi candidata liberal democrata por Gravesham na cidade de Kent nas eleições gerais de 2010, no Reino Unido. O conservador Adam Holloway manteve a cadeira por uma margem considerável; Anna aumentou a parcela de votos do Liberal Democrata em quase um terço em comparação com os resultados anteriores da eleição do Partido Liberal Democrata e mais do que a média regional, mas permaneceu em terceiro lugar, atrás do Labour.
Ela explicou seus motivos para ingressar na política no The Observer, que incluíam: direito das mulheres à expressão e consumo sexual, liberdade de expressão e ajuda aos jovens. Então, o líder do Partido Liberal Democrata, Nick Clegg, disse: "Não é exatamente minha praia o que ela tem feito antes de se apresentar no parlamento, mas também acho muito importante que pessoas como ela, que realmente se importam muito com sua área local, sejam incentivadas a entrar na política. Você não pode acusá-la de ser uma política de papelão de Westminster."

### Indústria vinícola californiana 2020
Em 2014, Anna mudou-se para a Califórnia com o marido Tim Arrowsmith. Depois de lecionar no Departamento de Estudos Feministas da Universidade da Califórnia em Santa Bárbara sobre Estudos de Gênero por dois anos, ela voltou seus interesses para a indústria do vinho, abrindo um bar de vinhos na cidade de Solvang, na Califórnia, chamado Arrowsmith's, onde ela vende o vinho que seu marido e ela fazem sob sua própria marca de vinhos, bem como vinhos internacionais de destaque.[carece de fontes?]

## Vida pessoal
Anna Span vive no estado da Califórnia, nos Estados Unidos, desde 2018.

## Prêmios e Reconhecimentos
2013 - Uma das 100 mulheres mais inspiradoras do mundo, segundo a BBC.
2013 - Palm Phwoar, Services to the Industry.
2011 - Melhor Política no Erotic Awards.
2011 - 'Best Bi Movie' no The International Emma Feminist Porn Awards, em Toronto, no Canadá.
2010 - Melhor Política no Erotic Awards.
2009 - Seu filme "Be My Toy Boy" foi indicado para melhor filme no ETO Awards de 2009.
2008/9 - Melhor Diretora, Prêmio de TV e Filme Adulto do Reino Unido - por seu DVD "Abrace um Moletom".
2008 - Melhor Marca de Filme Britânico nos prêmios comerciais do Reino Unido - o ETO Awards.
2007/8 - Melhor Diretora, Prêmio de TV e Filme Adulto do Reino Unido - por seu DVD "Abrace um Moletom".
2007 - ela ganhou o 'Indie Porn Pioneer'.